# Hagenthal-le-Haut
Hagenthal-le-Haut é uma comuna francesa na região administrativa de Grande Leste, no departamento Alto Reno. Estende-se por uma área de 4,92 km². Em 2010 a comuna tinha 691 habitantes (densidade: 140,4 hab./km²).